# Albert Lefaivre
Alexis Albert Lefaivre (né le 20 février 1830 à Versailles où il est mort le 23 mars 1907) est un homme politique, diplomate et écrivain français.

## Biographie
Fils de Joseph Alexis Lefaivre (1798-1881), professeur à l'École militaire de Saint-Cyr, maire par intérim de Versailles et membre fondateur de l'Académie de Versailles, Albert Lefaivre, ancien élève de l'École normale supérieure, est d'abord professeur d'allemand au lycée de Versailles avant d'entamer une carrière consulaire.
Il occupe successivement les fonctions de consul à Mayence en 1855, puis à Charleston, de consul de France à Québec (1875-1881), puis de consul général de France à New York (1875-1889). 
Ami du premier ministre québécois Joseph-Adolphe Chapleau, Albert Lefaivre participe au rapprochement économique entre la France et le Canada.
Membre de l'Académie de Versailles, il est également l'auteur d'un ouvrage considérable consacré à l'histoire de la Hongrie pendant les deux siècles de la domination ottomane.

## Distinctions et récompenses
- Albert Lefaivre est nommé chevalier de la Légion d'honneur en date du 9 août 1869[5].
- Il est promu au grade d'officier de la Légion d'honneur en 1882[6].

## Ouvrages
- La France canadienne : la question religieuse, les races française et anglo-saxonne, Réédition-Québec, 1877.
- Essai sur la littérature allemande ; La poésie aux États-Unis, Typ. de P. G. Delisle, 1881.
- Les Magyars pendant la domination ottomane en Hongrie (1526-1722), tome 1, Perrin et Cie, Paris, 1902.
- Les Magyars pendant la domination ottomane en Hongrie (1526-1722), tome 2, Perrin et Cie, Paris, 1902.

## Sources
- Georges Goyau, « Albert Lefaivre (20 février 1830-23 mars 1907), notice biographique », 1908.
- Annuaire diplomatique et consulaire de la République Française, volume 8. Ministère des affaires étrangères, France, 1886.